# Kazimierz Sejda
Kazimierz Sejda, ur. jako Kazimierz Seide (ur. 23 lutego 1899 w Nosowie, zm. 1959 w Hamburgu) – polski pisarz, oficer Wojska Polskiego.

## Życiorys
Urodzony w Galicji, ówcześnie pod zaborem austriackim. Jego przodkowie pochodzili z Niemiec. Był synem Stanisława Seide oraz kuzynem Bronisława Seydy, lekarza i pisarza. Zmienił nazwisko na Sejda po konflikcie z ojcem z powodu niepowiadomienia go o swoim ślubie.
Jesienią 1917, po ukończeniu 18 lat, powołany do wojska austriackiego i po krótkim szkoleniu wysłany na front włoski. Jeszcze przed powołaniem do wojska był członkiem konspiracyjnej organizacji niepodległościowej we Lwowie. W czasie walk pod Udine, wraz z dwoma towarzyszami, próbował dostać się do włoskiej niewoli ponieważ planowali oni potem dotrzeć do Santa Maria di Vettere Capua, gdzie tworzyły się polskie oddziały. Zamiar ten się nie powiódł, ale dowództwo zauważyło ich desperacką próbę przedarcia się do opuszczonych (jak się później okazało) okopów włoskich i uznało to za bohaterski atak, za co zostali odznaczeni „małymi srebrnymi medalami waleczności”. W późniejszym czasie w następstwie krytycznych uwag dotyczących wyniku wojny, uznany został za „politycznie podejrzanego”, odesłany z frontu na tyły, gdzie m.in. pilnował jeńców włoskich i konwojował transporty wojskowe poruszając po całym obszarze Austro-Węgier. Z końcem lata 1918 przeniesiony do oddziału wartowniczego na Węgrzech. Trafił tam do aresztu, oskarżony o zdradę, podżeganie i demoralizowanie towarzyszy. Ponieważ groziła mu kara śmierci, wraz z kilkoma towarzyszami, zdezerterował i uciekł z więzienia.
Wiele lat później, jego przygody z tego okresu, zaowocowały wydaniem książki zatytułowanej C.K. Dezerterzy, która jak sam autor pisze: w lwiej części jest aż nadto prawdziwa. Trochę tylko przetasowałem czasokresy, ludzi i miejsca i powiązałem fakty w jedną całość.
W 1931 był redaktorem odpowiedzialnym i wydawcą tygodnika informacyjno-społecznego Głos Rembertowa i Osiedli Podmiejskich.
Uznawany za jednego z autorów, który położył szczególne zasługi w dziedzinie polskiej falerystyki w okresie międzywojennym, wydając dwukrotnie (I wyd. 1932, II wyd. 1935) wybór najważniejszych aktów prawnych (ustaw, rozporządzeń, dekretów i rozkazów Ministra Spraw Wojskowych) związanych z orderami, odznaczeniami i odznakami wojskowymi dwudziestolecia międzywojennego w pracy Ordery, odznaczenia i medale Rzeczypospolitej Polski.
W czasie II wojny światowej walczył w powstaniu warszawskim. Był ciężko ranny, stracił prawą rękę, został przeniesiony do szpitala w Niemczech, a następnie do obozu jenieckiego dla oficerów.
Był prezesem Stowarzyszenia Ofiar Hitleryzmu w Hamburgu.
Zmarł w 1959 na zawał serca.
Trzykrotnie żonaty. Z pierwszą żoną wziął rozwód. Druga żona wraz z synem zginęli w czasie II wojny światowej. Po wojnie ożenił się po raz trzeci, z Niemką Heleną. Mieszkał z nią i jej dziećmi w Hamburgu.

## Publikacje
- Ordery, odznaczenia i medale Rzeczypospolitej Polskiej, Zakłady Graficzne Straszewiczów, 1932
- Odznaczenia Ordery i Medale Rzeczypospolitej Polskiej. Drukarnia „Ruch”, 1935
- C.K. Dezerterzy, 1937

## Ekranizacje
Jego powieść, C.K. Dezerterzy, wydana w 1937, cieszyła się przed wojną dużą poczytnością. Miała w Polsce także dwa wydania po wojnie i została zekranizowana w roku 1985 przez Janusza Majewskiego, pod tym samym tytułem.